# 20才になれば
「20才になれば」（はたちになれば）は、1978年9月にリリースされた桜田淳子の24枚目のシングルである。

## 解説
- 桜田のシングルではオリコンチャートでトップ20入りした最後の作品である。
- 1977年の『しあわせ芝居』、および1978年の『追いかけてヨコハマ』以来、作詞・作曲者に中島みゆきが2作ぶり、通算3作目に採用されたシングルである。
- 中島みゆきの詩集『愛が好きです』（新潮文庫、1982年）と『中島みゆき全歌集』（朝日新聞出版、1986年）では、タイトルが「20才になるまで」となっている（これが元のタイトルである）。
- このシングルのリリースとほぼ同時期に、中島の提供曲とカバーからなるアルバム『20才になれば』が発売された。
- この曲に関しては、中島本人によるセルフカヴァーは発表されていない。

## 収録曲
1. 20才になれば (3分23秒)
作詞・作曲：中島みゆき／編曲：船山基紀
2. サマータイム・ブルース (3分41秒)
作詞：松本隆／作曲：筒美京平／編曲：萩田光雄

## 楽曲の収録アルバム
- 20才になれば
- GOLDEN☆BEST 桜田淳子